# Seznam romunskih skladateljev
Seznam romunskih skladateljev.

## B
- Alexander Bălănescu (violinist)

## C
- Eduard Caudella
- Sergiu Celibidache
- Sergiu Comissiona
- Vladimir Cosma (romunsko-francoski)

## D
- Grigoraș Dinicu
- Iancu Dumitrescu

## E
- George Enescu

## I
- Ion Ivanovici

## L
- Dinu Lipatti

## M
- Alfred Mendelssohn
- Marcel Mihalovici (1898–1985)
- Nicolae Moldoveanu (dirigent..)
- Andrei Mureșanu

## O
- Ion Nonna Otescu

## S
- Constantin Silvestri
- Matei Socor

## T
- Cornel Țăranu

## V
- Anatol Vieru